# Schuhmühle
Schuhmühle ist ein Wohnplatz des Marktes Weidenberg im oberfränkischen Landkreis Bayreuth in Bayern.

## Geografie
Die ehemalige Einöde ist heute verbunden mit Weidenberg. Sie liegt am linken Ufer der Warmen Steinach und am Stephansbach, der dort als linker Zufluss in die Warme Steinach mündet.

## Geschichte
Schuhmühle gehörte zur Realgemeinde Weidenberg. Gegen Ende des 18. Jahrhunderts bestand Schuhmühle aus einem Anwesen. Die Hochgerichtsbarkeit stand dem bayreuthischen Stadtvogteiamt Bayreuth zu. Die Grundherrschaft über die Mühle hatte das Amt Weidenberg.
Von 1797 bis 1810 unterstand der Ort dem Justiz- und Kammeramt Neustadt am Kulm. Mit dem Gemeindeedikt wurde Schuhmühle dem 1812 gebildeten Steuerdistrikt Weidenberg und der zugleich gebildeten Ruralgemeinde Weidenberg zugewiesen.

### Einwohnerentwicklung
| Jahr      | 001818 | 001861 | 001871 | 001885 | 001900 | 001925 | 001950 | 001961 |
| Einwohner | *      | *      | 16     | 8      | 5      | 6      | *      | *      |
| Häuser    | *      |        |        | 2      | 1      | 1      | *      | *      |
| Quelle    | [ 3 ]  | [ 5 ]  | [ 6 ]  | [ 7 ]  | [ 8 ]  | [ 9 ]  | [ 10 ] | [ 11 ] |

## Religion
Schuhmühle ist evangelisch-lutherisch geprägt und nach St. Michael (Weidenberg) gepfarrt.